# Bonda
Bonda ist eine Rotweinsorte. Sie stammt aus dem italienischen Aostatal und wird in kleinen Mengen im mittleren und östlichen Teil des Tales in den Gemeinden Quart, Nus, Saint-Denis und Châtillon angebaut. Eine erste schriftliche Beschreibung stammt von Lorenzo Gatta aus dem Jahr 1833.
Die frühreifende Sorte ist wuchskräftig und hat einen guten Ertrag. Die aus ihr gekelterten Rotweine sind von intensiv roter Farbe, die in der Jugend ins Violette und später zum granatroten tendieren. Der Alkoholgehalt des Weins liegt bei niedrigen 11 Volumenprozent.

## Herkunft
Der Bonda gehört zu einer Gruppe von Rebsorten, die sich in der geographischen Insellage der Alpenregionen Italiens und des Wallis in der Schweiz halten konnten. Zu dieser Gruppe gehören die folgenden Sorten:
- Rotweinsorten: Bonda, Cornalin d’Aoste, Cornalin du Valais, Crovassa, Durize, Eyholzer, Fumin, Goron de Bovernier, Mayolet, Ner d’Ala, Petit-Rouge, Prëmetta/Prié rouge, Roussin, Roussin de Morgex, Vien de Nus, Vuillermin.
- Weißweinsorten: Completer, Himbertscha, Humagne Blanche, Lafnetscha, Petite Arvine, Planscher, Prié Blanc, Resi.

## Synonyme
keine bekannt

## Abstammung
autochthone Sorte im Aostatal

## Phänologische Werte
Die Werte wurden zwischen 1994 und 1998 im Ortsteil Cuignon, Saint Denis auf einer Höhe von 700 m ü. NN in einem hängigen Weinberg mit südlicher Ausrichtung erhoben:
- Austrieb: 17. April (siehe hierzu auch den Artikel BBCH-Skala für Weinreben)
- Blüte: 6. Juni
- Reife: 14. August
- Ernte: 13. Oktober